# Внутрішні води України
До внутрішніх вод України належать:

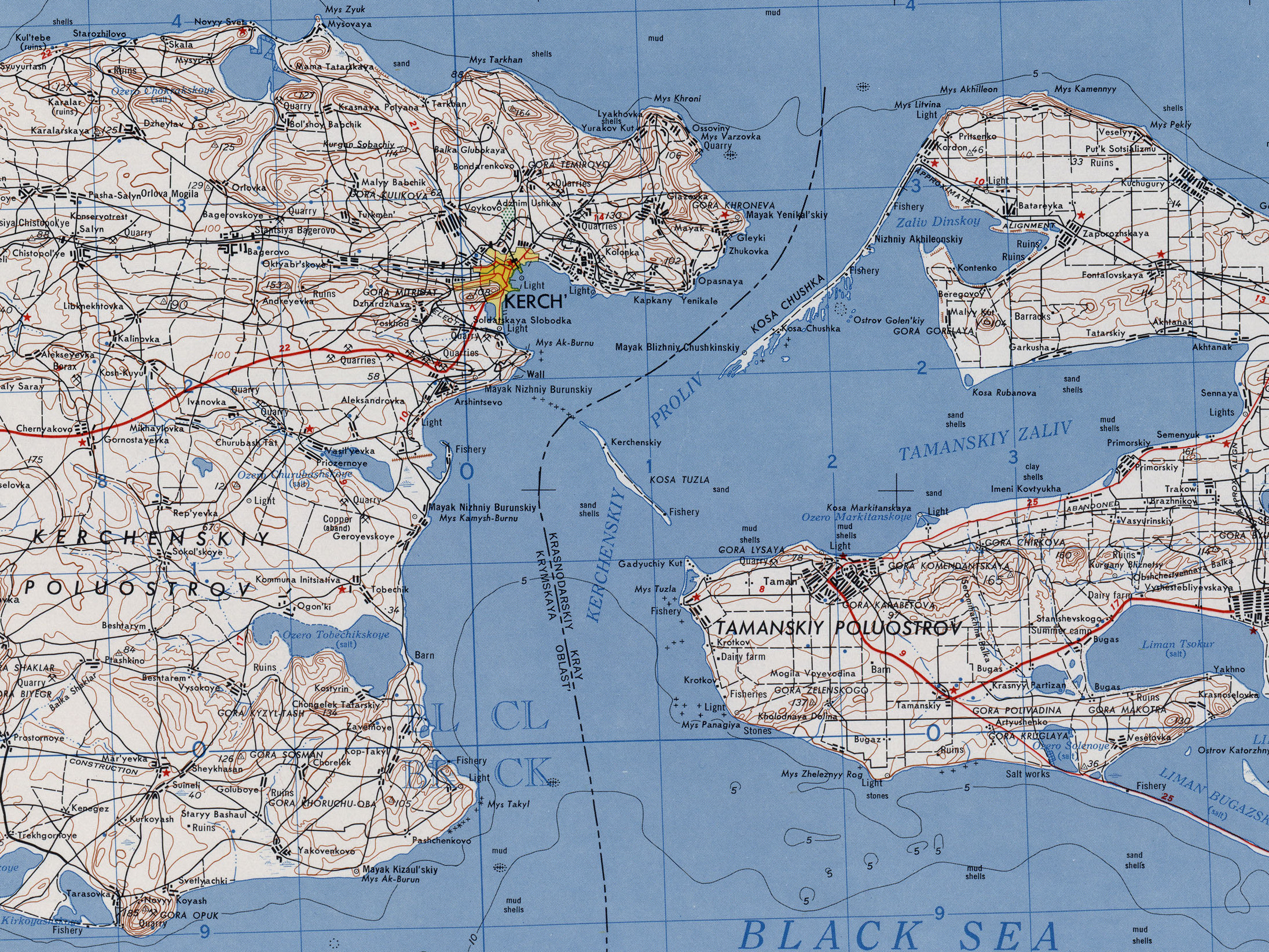
Кордон між РСФСР та УРСР. Карта 1954 року.

1. морські води, розташовані в бік берега від прямих вихідних ліній, прийнятих для відліку ширини територіального моря України;
2. води портів України, обмежені лінією, яка проходить через постійні портові споруди, які найбільше виступають у бік моря;
3. води заток, бухт, губ і лиманів, гаваней і рейдів, береги яких повністю належать Україні, до прямої лінії, проведеної від берега до берега в місці, де з боку моря вперше утворюється один або кілька проходів, якщо ширина кожного з них не перевищує 24 морських миль;
4. води заток, бухт, губ і лиманів, морів і проток, що історично належать Україні;
5. обмежена лінією державного кордону частина підземних водних об’єктів, а також вод річок, озер та інших водойм (водних об'єктів), береги яких належать Україні.

На підставі Закону Союзу Радянських Соціалістичних Республік «Про передачу Кримської області зі складу РРФСР до складу УРСР»  Кримську область у 1954 році було передано зі складу РРФСР до складу УРСР. Кордон по морю між республіками відображали на картах друкарським способом.
Найбільшу площу внутрішніх вод Україна має в Азовському морі, дві третини якого є внутрішніми водами України (інша третина — внутрішні води Росії).[джерело?] В цьому районі морський кордон України і Росії продовжується з лінії розмежування територіальних вод у Чорному морі, йде державним кордоном в Керченській протоці (49 км) і Азовському морі (249,5 км) — до точки кордону на узбережжі Північного Приазов'я. Загальна довжина морського кордону України становить 1355 км, з них по Керченській протоці — 49 кілометрів, по Азовському морю — 249,5 км. 